# Cummins B-Serie
Der Motor der Cummins B-Serie ist ein Reihensechszylinder-Dieselmotor von Cummins Engine, der seit 1984 gebaut wird. Seitdem wurde der Motor ständig weiterentwickelt, der Hubraum wurde von 5,9 auf 6,7 Liter angehoben. Als Industriemotor für die Anwendung in Nutzfahrzeugen konzipiert, erlangte die B-Serie Bekanntheit durch die Verwendung in Ram-Pickup-Trucks ab 1989. Gefertigt wurde die B-Serie von Consolidated Diesel Company in North Carolina. Mit einer durchschnittlichen Laufleistung von 483.000 km bis zur ersten Motorüberholung gilt die B-Serie in Ram-Trucks als langlebig. Im Nachfolgenden wird auf den ersten Motor der B-Serie, den Typ 6BT eingegangen.

## Technik, Typ 6BT (1984–1991)
Der ursprüngliche, bis 1991 gebaute Motor des Typs 6BT ist ein wassergekühlter langhubiger 5,9-Liter-Reihensechszylinder-Dieselmotor mit einem Graugussmotorblock. Die Zylinderbohrung beträgt 102,11 mm (4,02 Zoll), der Hub 119,89 mm (4,72 Zoll). Von den Kolben wird die Kraft über Pleuel mit einem I-förmigen Schaft auf eine Kurbelwelle aus Schmiedestahl übertragen. Die Kurbelwelle treibt über Stirnräder eine untenliegende Nockenwelle an, die über Stößel, Stoßstangen und Kipphebel zwei hängende Ventile je Zylinder betätigt. Der Zylinderkopf  ist aus Gusseisen, die Ventildeckel sind einzeln abnehmbar. Von der Kurbelwelle des Motors aus werden alle Nebenaggregate des Motors über einen Riemen angetrieben. Für die Gemischaufbereitung hat der Motor eine mechanisch gesteuerte Verteilereinspritzpumpe von Bosch, der Kraftstoff wird direkt eingespritzt. Der Ansaugkrümmer des Motors ist aus Aluminium hergestellt, die für die Verbrennung notwendige Luft wird von einem Turbolader in die Brennräume gepresst.

## Technische Daten
| Kenngrößen                | 6BT                                                  |
| ------------------------- | ---------------------------------------------------- |
| Motorenbauform            | Sechszylinderreihenmotor                             |
| Funktionsprinzip          | Dieselmotor                                          |
| Gemischaufbereitung       | Mechanische Direkteinspritzung                       |
| Aufladung                 | 1 × Turbolader                                       |
| Ventilsteuerung           | OHV-Ventilsteuerung, 1 × Einlass-, 1 × Auslassventil |
| Bohrung × Hub             | 102,108 × 119,888 mm                                 |
| Hubraum                   | 5890 cm³                                             |
| Nennleistung SAE (brutto) | 160 bhp (119,31 kW) bei 2500 min−1                   |
| Drehmoment SAE (brutto)   | 400 lb-ft (542,33 N·m) bei 1700 min−1                |
| Verdichtungsverhältnis    | 17 : 1                                               |

## Quelle
- Curtis Redgap: Cummins 5.9 liter and 6.7 liter inline six-cylinder diesel engines. Juni 2015